# Lissalara (Vatuvou)
Lissalara (Lisalara) ist eine osttimoresische Aldeia im Suco Vatuvou (Verwaltungsamt Maubara, Gemeinde Liquiçá). 2015 lebten in der Aldeia 240 Menschen.

## Geographie und Einrichtungen
Lissalara liegt im Westen des Sucos Vatuvou. Nordöstlich liegt die Aldeia Samanaru, östlich und südöstlich die Aldeia Bouraevei. Im Westen grenzt Lissalara an den Suco Maubaralissa. Straßen führen nach Nordwesten nach Maubara, nach Südwesten nach Lissadila und in Richtung Osten. Am Zusammentreffen der Straße befindet sich das Dorf Vatuvou mit einer Grundschule und der Klinik Café Timor Vatuvou. Im Nordwesten liegt der Ort Lebulema.

## Politik
2023 wurde Marcelo do Santos zum Chefe de Aldeia gewählt.